# Mia Nielsen
Mia Sejr Nielsen (* 21. Mai 1987) ist eine dänische Badmintonspielerin. 

## Karriere
Mia Nielsen wurde 2003 und 2004 dänische Juniorenmeisterin. 2004 siegte sie bei den Italian International und 2005 bei den Cyprus International. Bei den Iceland International 2009 belegte sie Rang drei im Damendoppel mit Joan Christiansen.

## Sportliche Erfolge
| Saison    | Veranstaltung                                    | Disziplin   | Platz | Name                                              |
| --------- | ------------------------------------------------ | ----------- | ----- | ------------------------------------------------- |
| 2002/2003 | Dänemark: Einzelmeisterschaften der Junioren U17 | Dameneinzel | 1     | Mia Sejr Nielsen, Erritsø                         |
| 2003/2004 | Dänemark: Einzelmeisterschaften der Junioren U17 | Damendoppel | 1     | Marie Røpke, Gentofte / Mia Sejr Nielsen, Erritsø |
| 2004      | Italian International                            | Damendoppel | 1     | Mia Nielsen / Line Isberg                         |
| 2005      | Cyprus International                             | Mixed       | 1     | Jesper Hovgaard / Mia Nielsen                     |
| 2005      | Cyprus International                             | Damendoppel | 1     | Line Isberg / Mia Nielsen                         |